# Dinastija Qing
Dinastija Qing (kineski: 清朝, pinyin: Qīng Cháo) ili Carstvo Veliki Qing (mandžurski: ), ponekad zvana i Mandžurska dinastija, predstavlja posljednju kinesku carsku dinastiju.

## Povijest
Njen osnivač je Nurhaci, mandžurski velmoža i vazal kineskih careva iz dinastije Ming koji se proglasio carem i nasljednikom dinastije Jin, koja je vladala sjevernom Kinom nekoliko stoljeća ranije. Godine 1634. njegov sin Huang Tiyi je nakon smrti posljednjeg mongolskog vladara iz dinastije Yuan pokorio Mongoliju, a nakon toga i Koreju.
Godine 1644. u Kini je izbila velika pobuna koju je iskoristila mandžurska vojska na čelu s princom Dorgonom te probila Kineski zid, osvojila Peking i nakon osamnaest godina ustanovila vlast nad cijelom Kinom.
U prvim godinama dinastije Qing Kina se nastavila širiti pa su osvojeni Tibet i Tajvan, pri čemu je ostvarila najveću teritorijanu ekspanziju u svojoj povijesti.
Od kraja 18. stoljeća počinju se javljati znaci opadanja mandžurske dinastije i tajna društva organiziraju pobune koje su sve češće. Također, u 19. stoljeću, Kina, koja je po nominalnim kriterijima bila najbogatija i najjača država na svijetu, suočila se s činjenicom da je značajno inferiorna zapadnim silama. Autoritet carske vlasti načet je sramotnim porazima u opijumskim ratovima, što je dovelo do provale nacionalizma među Han Kinezima koji su Mandžursku dinastiju shvaćali kao strane osvajače umjesto vlastitih vladara. U drugoj polovici 19. stoljeća je protiv dinastije Qing pokrenut krvavi Tajpinški ustanak, koji je odnio više života od prvog svjetskog rata.
Iako se dinastija Qing uspjela održati, Kina je bila bitno oslabljena te je pod vladavinom Ci Xi nastavila trpjeti poraze, od kojih je najsramotniji bio onaj u ratu s Japanom 1894-95. Narodno nezadovoljstvo – usmjereno kako protiv dinastije, tako i protiv sve većeg utjecaja zapadnih sila – očitovalo se u bokserskom ustanku godine 1900. Kina je, odupirući se zapadnoj vojnoj intervenciji, doživjela još jedan veliki vojni poraz.
Godine 1911. serija pobuna protiv dinastije dovela je do njenog zbacivanja, te je Kina godine 1912. proglašena republikom.
Pu Yi, posljednji car mandžurske dinastije, vladao je od godine 1931. do 1945. kao car države Mandžukuo pod japanskom zaštitom.

## Odlike
Vojna pobeda nad Han Kinezima nije riješila problem kako i na koji način vladati Kinom. Superiornost kineske kulture nad kulturom osvajača učinila je da carevi Kang Xi i Zong Zheng prihvate konfucijansko nasljeđe i da na tim osnovama razvijaju kinesko društvo. Mandžurci su vodili vještu politiku i samo tako su upsjeli da se održe; usvojili su kineske običaje i njihovu tradiciju, uveli jednakost Kineza i Mandžuraca na visokim vladinim položajima, prepustili Kinezima čitavu općinsku upravu i veći dio pokrajinske uprave. Ponašali su se kao da nastavljaju djelo kineskih dinastija i uspjeli su za sebe vezati većinu kineskih intelektualaca. Kineska politička doktrina zasnovana na Konfucijevim načelima uči kako bi vlast i odgovornost trebale biti sjedinjene, te Car dobiva svoj mandat od Boga tako da je njegova vlast apsolutna. U naknadu za to njegova je dužnost održavati društveno ustrojstvo. Ako to ne uspije, opravdano izbijaju neredi i pobune, ali ne i zakonito. Svako ministarstvo ("kolegij") sastoji se od dva predsjednika, jednog kneza i dva potpredsjednika. Ali oni ne upravljaju krupnim poslovima. Bitne odluke vladaru predlaže „Državni savjet” koji se sastoji od pet osoba koje se biraju među predsjednicima ili potpredsjednicima ministrastava. Dinastija je pored Državnog savjeta zadržala i „Veliki sekreterijat” i Cenzorat, čiji su članovi Kinezi ili Mandžurci koji su ukazivali na propuste ili greške ministara ili činovnika. Događalo se da svoje primjedbe upute i samom Caru.
Kina je bila podijeljena na 18 pokrajina u kojima su upravitelji imali široke ovlasti. Oni su ponekad bili podčinjeni potkralju pod čijom su vlašću bile okupljene dvije ili tri pokrajine. Središnja vlast se nije miješala u život pokrajina. Ovakav je sustav dozvoljavao pretjeranu neovisnost upravitelja. Pokrajine su podijeljene na okruge i županije kojima su upravljali činovnici koje je imenovala vlada. Na selima se sačuvala autonomijau kojoj su starješine imenovale obitelji koje su činile seosko vijeće, a njega postavlja šef okruga. Visinu poreza kojeg je trebala platiti svaka pokrajina određivala je vlada: zemljišni porez srazmjerno godišnjem proizvodu zemlje i solarina, desetina naplaćivana u naturi. Međutim, dohodak od tih poreza bio je namijenjen za rashode same pokrajine, a samo su pojedine bogate pokrajine morale plaćati dohodak u zajednički fond koji se poslije dijelio siromašnijim pokrajinama.
Mandžurska vojska je bila podijeljena u postrojbe i stjegove. Imala je oko 300.000 ljudi od kojih se trećina nalazila u oblasti oko Pekinga, a ostali su bili razmješteni po vojarnama u 11 pokrajina. Svaka pokrajina je imala svoju miliciju pod zapovjedništvom upravitelja. Te su se trupe nazivale „Zeleni stijeg” i imale su do 400.000 ljudi do 1840. godine. Ni mandžurska vojska, ni milicija, nisu predstavljale ozbiljnu vojnu snagu. Nedovoljno naoružanje im nije dozvoljavalo da izdrže borbu s europskim silama.
Društvena struktura nije olakšavala vladinu djelatnost. 4/5 stanovnika su bili seljaci koji su najčešće raspolagali samo malim dijelom zemlje. Po gradovima su živili i mnogobrojni obrtnici koji su uspjevali proizvesti predmete potrebne za svakodnevni život ali i umjetnička djela. Trgovci su imali važnu ulogu, pogotovo za unutarnju razmjenu u kojoj je rječni promet nadoknađivao nedostatak kopnenih putova, premda oni nemaju društvenog utjecaja. Trgovci i zanatlije su se organizirali u cehove, a seljaci često u udruženja radi zaštite i održavanja brana. Cehovi i udruženja su bila dobrovoljna i poprilično ravnodušna prema političkim i nacionalnim pitanjima.
Postojale su dvije kategorije plemstva. Prvo plemstvo je dvorsko mandžursko plemstvo povezano krvnim vezama, koje je do devetog koljena imalo titule prinčeva. To su bili "carski rod" u kojemu su muški potomci prvog mandžurskog cara primali godišnju mirovinu, ali nisu imali pravo javne službe, a rijetko i mjesto u vladi zbog čestih spletki. Drugo plemstvo je "darovano" (najveća je vovjodska titula) kao nagrada za vojne i građanske usluge caru, a koje su značile dodjelu zemlje i mirovine. To plemstvo ne čini stalež i ne posjeduje plemićke povlastice. Postojala je također još jedna klasa kojoj niti jedna druga u svijetu nije bila slična, klasa učenjaka. Ona se odabirala putem „Carskog ispita” gdje su se među učenima određivali oni koji će obavljati sudske i upravne funkcije. Taj odabir, koji je nastao u 7. stoljeću, je ima demokratski oblik koji je opstao sve do 19. stoljeća. Rasprava o filozofskoj temi iz kineskih klasičnih tekstova, oblikovanje stihova i lijepo pisanje su bili važni dijelovi ispita. Prirodne znanosti nisu nikako bile zastupljene među predmetima za ispitni natječaj. Kada se kandidatima davalo da napišu povijesni ogled, riječ je bila o kineskoj povijesti. Vlada, iako se nije bavila organiziranjem nastave, pridavala je veliku važnost ispitnim pitanjima. Klasa činovnika koje Europljani nazivaju „mandarini” ostali su privrženi kineskim tradicionalnim shvaćanjima kako bi održali tradiciju.

## Vanjske poveznice
| Prethodnik:    | Dinastije u kineskoj povijesti 1368. – 1644. | Nasljednik: |
| Dinastija Yuan | Dinastije u kineskoj povijesti 1368. – 1644. | nema        |